# Vyacheslav Sakayev
Vyacheslav Sakayev (en russe : Сакаев Вячеслав, né le 12 janvier 1988 dans l'oblast de Novossibirsk) est un athlète russe, spécialiste du 400 mètres haies.

## Biographie
Son record personnel est de 49 s 59, temps avec lequel il a remporté les Championnats de Russie à Tcheboksary le 4 juillet 2012 en se qualifiant pour les Jeux olympiques de Londres.
Il a remporté la médaille d'argent lors des Championnats d'Europe juniors de 2007 à Hengelo.

### Palmarès
| Date | Compétition                   | Lieu    | Résultat | Épreuve     | Performance   |
| ---- | ----------------------------- | ------- | -------- | ----------- | ------------- |
| 2006 | Championnats du monde juniors | Pékin   | 6e       | 400 m haies | 51 s 13       |
| 2006 | Championnats du monde juniors | Pékin   | 2e       | 4 x 400 m   | 3 min 05 s 13 |
| 2007 | Championnats d'Europe juniors | Hengelo | 2e       | 400 m haies | 50 s 72       |

### Records
| Épreuve          | Performance | Lieu        | Date           |
| ---------------- | ----------- | ----------- | -------------- |
| 400 mètres haies | 49 s 59     | Tcheboksary | 4 juillet 2012 |